# Гранада (департамент)
Вижте пояснителната страница за други значения на Гранада.
Гранада (на испански: Granada) е един от 15-те департамента на Никарагуа. Гранада е с население от 212 663 жители (по приблизителна оценка от юни 2019 г.) и обща площ от 1040 км². Гранада е разделена на 5 общини. Столицата на департамента е едноименният град Гранада.